# Atletica leggera ai Giochi della XVIII Olimpiade - Lancio del giavellotto femminile
La competizione del lancio del giavellotto femminile di atletica leggera ai Giochi della XVIII Olimpiade si è disputata il giorno 16 ottobre 1964 allo Stadio Nazionale di Tokyo.

## L'eccellenza mondiale
| Campionessa olimpica 1960 | 55,98      | Ėl'vira Ozolina | Presente |
| Campionessa europea 1962  | 54,93      | Ėl'vira Ozolina | Presente |
| Primatista mondiale       | 59,78 1963 | Ėl'vira Ozolina | Presente |

## Risultati

### Turno eliminatorio
Qualificazione51,00 m
La russa Gorčakova sfonda per prima al mondo il muro dei 60 metri con 62,40: è il nuovo record mondiale.
| Pos. | Atleta                | Nazione          | Lanci | Lanci | Lanci | Misura |
| Pos. | Atleta                | Nazione          | 1°    | 2°    | 3°    | Misura |
| ---- | --------------------- | ---------------- | ----- | ----- | ----- | ------ |
| 1    | Elena Gorčakova       | Unione Sovietica | 62,40 | -     | -     | 62,40  |
| 2    | Ėl'vira Ozolina       | Unione Sovietica | 56,38 | -     | -     | 56,38  |
| 3    | Márta Rudas           | Ungheria         | 52,23 | -     | -     | 52,23  |
| 4    | Anneliese Gerhards    | Germania         | 49,88 | 49,71 | 51,77 | 51,77  |
| 5    | Rosemarie Schubert    | Germania         | n     | 51,20 | -     | 51,20  |
| 6    | Mihaela Peneș         | Romania          | 43,00 | n     | 51,19 | 51,19  |
| 7    | Maria Diţi-Diaconescu | Romania          | 51,12 | -     | -     | 51,12  |
| 8    | Birutė Kalėdienė      | Unione Sovietica | 49,70 | 50,84 | 48,87 | 50,84  |
| 9    | Hiroko Sato           | Giappone         | n     | 49,92 | n     | 49,92  |
| 10   | Susan Mary Platt      | Gran Bretagna    | n     | 49,88 | 48,72 | 49,88  |
| 11   | Misako Katayama       | Giappone         | 39,80 | 46,11 | 49,23 | 49,23  |
| 12   | Michèle Demys         | Francia          | 48,94 | 48,67 | n     | 48,94  |
| 13   | RaNae Bair            | Stati Uniti      | 46,70 | 46,89 | 46,04 | 46,89  |
| 14   | Inge Schwalbe         | Germania         | 45,55 | 44,41 | 39,47 | 45,55  |
| 15   | Anna Wojtaszek        | Australia        | 41,58 | 44,87 | n     | 44,87  |
| 16   | Lee Hye-Ja            | Corea del Sud    | 33,24 | 34,95 | 29,05 | 34,95  |

### Finale
La Gorčakova, attesa alla consacrazione olimpica, non si ripete. Invece la giovanissima rumena Penes, esordiente a soli 17 anni nel contesto internazionale, centra alla prima prova un lancio di 60,54 metri che le vale la vittoria.

Non entra mai in gara neanche la campionessa in carica, Ėl'vira Ozolina: esegue due mediocri lanci sotto i 55 metri e rinuncia alle tre prove di finale.

Prima dei Giochi l'ungherese Márta Rudas aveva un primato personale di 52,81 m (1962). Si migliora di ben 5,46 metri.
| Pos.    | Atleta                | Età | Nazione          | Lanci | Lanci | Lanci | Lanci           | Lanci           | Lanci           | Misura |
| Pos.    | Atleta                | Età | Nazione          | 1°    | 2°    | 3°    | 4°              | 5°              | 6°              | Misura |
| ------- | --------------------- | --- | ---------------- | ----- | ----- | ----- | --------------- | --------------- | --------------- | ------ |
| Oro     | Mihaela Peneș         | 17  | Romania          | 60,54 | 52,76 | n     | 50,72           | 51,44           | 53,77           | 60,54  |
| Argento | Márta Rudas           | 27  | Ungheria         | 53,21 | 58,27 | n     | 54,17           | 50,24           | n               | 58,27  |
| Bronzo  | Elena Gorčakova       | 31  | Unione Sovietica | 56,43 | 49,21 | 53,10 | 57,06           | 55,23           | n               | 57,06  |
| 4       | Birutė Kalėdienė      | 29  | Unione Sovietica | 53,79 | n     | 54,13 | 56,31           | 54,68           | n               | 56,31  |
| 5       | Ėl'vira Ozolina       | 25  | Unione Sovietica | 54,68 | 54,81 | n     | n               | n               | n               | 54,81  |
| 6       | Maria Diţi-Diaconescu | 26  | Romania          | n     | 53,71 | 50,49 | 51,21           | 51,35           | 52,00           | 53,71  |
| 7       | Hiroko Sato           | 25  | Giappone         | 47,28 | 52,48 | 49,18 | Non Qualificati | Non Qualificati | Non Qualificati | 52,48  |
| 8       | Anneliese Gerhards    | 29  | Germania         | 52,37 | 46,79 | 45,88 | Non Qualificati | Non Qualificati | Non Qualificati | 52,37  |
| 9       | Susan Mary Platt      | 24  | Gran Bretagna    | 48,59 | 48,00 | 48,45 | Non Qualificati | Non Qualificati | Non Qualificati | 48,59  |
| 10      | Michèle Demys         | 21  | Francia          | 45,95 | 47,14 | 47,25 | Non Qualificati | Non Qualificati | Non Qualificati | 47,25  |
| 11      | Misako Katayama       | 20  | Giappone         | 45,16 | 46,87 | 42,37 | Non Qualificati | Non Qualificati | Non Qualificati | 46,87  |
| 12      | Rosemarie Schubert    | 20  | Germania         | n     | n     | 46,50 | Non Qualificati | Non Qualificati | Non Qualificati | 46,50  |